# Hey Boy
Hey Boy è un singolo della cantante australiana Sia, pubblicato il 19 novembre 2020 come terzo estratto dal nono album in studio Music - Songs from and Inspired by the Motion Picture.

## Descrizione
In concomitanza con la pubblicazione del brano, Sia ha annunciato l'uscita dell'album Music - Songs from and Inspired by the Motion Picture al 12 febbraio 2021.

## Tracce
Testi e musiche di Sia Furler, Jesse Shatkin e Camille Purcell.
1. Hey Boy – 2:39